# Urminnes hävd - The Forest Sessions
Urminnes hävd - The Forest Sessions är en EP med det svenska folk metal/viking metal-bandet Månegarm, släppt juni 2006 av skivbolaget Displeased Records.

## Låtlista
1. "Intro" (instrumental) – 0:15
2. "Himmelsfursten" – 3:27
3. "Utfärd" – 3:05
4. "Älvatrans" – 4:34
5. "Hemkomst" – 5:06
6. "Döden" – 6:52
7. "Vaggvisa" – 3:35

- Text: Pierre Wilhelmsson (spår 1–6), Jonas Almquist (spår 7)
- Musik: Månegarm

## Medverkande
Musiker (Månegarm-medlemmar)
- Erik Grawsiö – trummor, sång
- Jonas Almquist – gitarr
- Markus Andé – gitarr
- Pierre Wilhelmsson – basgitarr
- Janne Liljequist – violin, cello, flöjt

Bidragande musiker
- Ymer Mossige-Norheim – sång
- Gustaf Esters – percussion, djembe
- Stefan Grapenmark – cowdrum

Produktion
- Pelle Säther (Per-Olof Uno Michael Saether) – producent, ljudtekniker, ljudmix
- Månegarm – producent, ljudtekniker, ljudmix
- Peter In de Betou – mastering
- Mats Redestad – omslagsdesign
- Kris Verwimp – omslagskonst
- Agnetha Tillnert – foto